# Анвар Юнусов
Анвар Юнусов (1 лютого 1987, Душанбе) — таджицький професійний боксер, чемпіон Азії та призер чемпіонату світу серед аматорів.

## Аматорська кар'єра
На чемпіонаті світу 2005 в категорії до 51 кг Анвар Юнусов здобув дві перемоги, а у чвертьфіналі програв Лі Ок Сон (Південна Корея) — 9-15.
2007 року Анвар Юнусов завоював бронзову медаль на чемпіонаті Азії. На чемпіонаті світу 2007 переміг двох суперників, а у 1/8 фіналу програв Саміру Мамедову (Азербайджан) — 13-23.
2008 року кваліфікувався на Олімпійські ігри 2008. На Олімпіаді переміг Джексона Чок (Південно-Африканська Республіка) — 9-1 і Робенілсона де Хесус (Бразилія) — 12-6, а у чвертьфіналі програв Сомжит Джонгжохор (Таїланд) — 1-8.
На Кубку світу 2008 програв у першому бою Міші Алояну (Росія) — 1-13.
На чемпіонаті світу 2009 в категорії до 54 кг програв у другому бою Чатчай Бутді (Таїланд).
2011 року Анвар Юнусов став чемпіоном Азії в категорії до 56 кг, подолавши у фіналі Доржнямбуугийн Отгондалай (Монголія) — 13-10. На чемпіонаті світу 2011 завоював бронзову медаль.
- В 1/16 фіналу переміг Фуркан Улаш Меміш (Туреччина) — RSC 1
- В 1/8 фіналу переміг Люка Бойда (Австралія) — 17-7
- У чвертьфіналі переміг Сергія Водопьянова (Росія) — 19-9
- У півфіналі програв Лазаро Альваресу (Куба) — 13-18

На Олімпійських іграх 2012 програв у першому бою Оскару Вальдес (Мексика) — 7-13.
На чемпіонаті Азії 2013 в категорії до 60 кг завоював бронзову медаль, програвши у півфіналі Беріку Абдрахманову (Казахстан) — 1-2. На чемпіонаті світу 2013 програв у першому бою.
2016 року кваліфікувався на Олімпійські ігри 2016. На Олімпіаді переміг Шань Цзюнь (Китай) — 3-0 і програв майбутньому чемпіону Робсону Консейсао (Бразилія) — TKO.

## Професіональна кар'єра
Впродовж 2017—2019 років провів дев'ять боїв, здобувши вісім перемог і програвши в останньому на профірингу бою.